# علي باسل الموسوي
علي باسل الموسوي هو لاعب كرة قدم عراقي، يلعب لصالح نادي إستريلا دا أمادورا البرتغالي في مركز مهاجم.